# Myrmex Indikos
Myrmex Indikos, pol. indyjska mrówka – rzekomy gatunek gigantycznych mrówek (według opisu Herodota większych od lisów, lecz mniejszych od psów). Ich charakterystyczna cecha, czyli wydobywanie złota z ziemi, może być błędną interpretacją świstaka.

## Historia opisów
Najwcześniejsza wzmianka o tych stworzeniach datowana jest na V stulecie p.n.e., a jej autorem jest Herodot. Według niej mrówki te zamieszkiwały pustynie Persji i Indii i wydobywały spod ich piasków złoto. Kilka takich stworzeń było trzymanych w rezydencji króla Persji. Złoto miało być pozyskiwane przez karawany złożone z kilku wielbłądów w porze największych upałów, gdy mrówki chroniły się pod ziemią. Trzeba było robić to szybko, gdyż mrówki miały wyczuwać zapach ludzi i przystępować do pościgu, a miały być śmiertelnie niebezpieczne.
O tym samym mówią relacje Nearchosa, jednego z oficerów armii Aleksandra Macedońskiego, oraz Megastenesa – historyka i podróżnika. Z zachowanej we fragmentach relacji Megastenesa (IV-III w. p.n.e.) można się dowiedzieć, że na płaskowyżu u podnóża gór na wschodniej granicy Indii znajdują się podziemne kopalnie; można tu zobaczyć mrówki wydobywające ten kruszec. Mają one rozmiary dzikich lisów i potrafią się zadziwiająco szybko poruszać. Złoto wydobywają w porze zimowej, co można poznać po kopczykach, podobnych do krecich, pojawiających się na powierzchni. Ich urobek wymaga jeszcze oczyszczenia, czym zajmują się okoliczni mieszkańcy. Muszą oni jednak zbierać go tak, by nie zostać ofiarami mrówek, które potrafią zabijać zarówno zwierzęta domowe, jak i ludzi. W innym fragmencie Megastenes pisał, że niekiedy złotych kopczyków jest tak dużo, iż od patrzenia na ich blask można oślepnąć.
Strabon, żyjący ok. 63 p.n.e. - 24 n.e., opierając się na relacjach Nearchosa i Megastenesa, wspomniał o Myrmex Indikos w dziele Geographica hypomnemata. Obszerniejsze fragmenty ich relacji przytacza także Flawiusz Arrian w Indike (Opisanie Indii).
Pliniusz Starszy, poza powtórzeniem relacji poprzedników, wspomina o przedstawieniach indyjskich mrówek w świątyni Herkulesa w Erythraj (obecnie Turcja).
O wydobywających złoto mrówkach pisał także w VII w. n.e. Izydor z Sewilli w swoim Etymologiarum sive Originum libri XX, podając jednakże jako miejsce ich występowania Etiopię.
Jeszcze gdzie indziej, bo na Sri Lance, umieścił indyjskie mrówki żyjący w XIV wieku John Mandeville.

Przekazy o wydobywających złoto mrówkach były znane w kulturze europejskiej, w tym polskiej. Jan Kochanowski rozpoczął od nawiązania do tej legendy Pieśni Jana Kochanowskiego księgi dwoje. Pieśń pierwsza zaczyna się od słów 

Byś wszystko złoto posiadł, które – powiadają – Gdzieś daleko gryfowie i mrówki kopają